# Mariensäule (Wien)

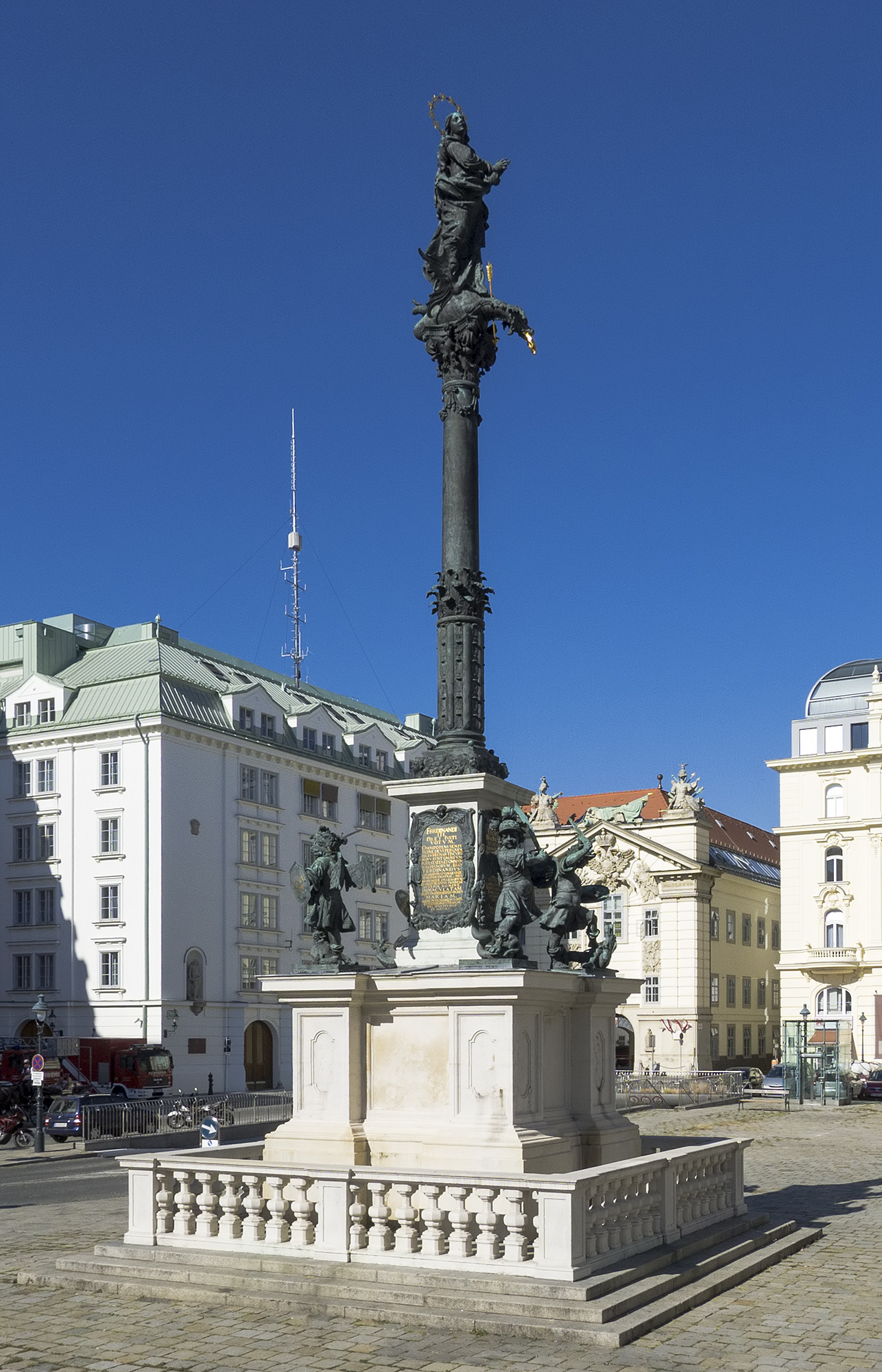
Die Mariensäule Am Hof in Wien

Die Mariensäule Am Hof in Wien ist ein Maria geweihtes Standbild auf einer Säule. Es handelt sich dabei um eine bronzene Kopie der von Kaiser Ferdinand III. aus Dank für die Rettung der Stadt Wien vor einem schwedischen Heer im Jahre 1645 gegen Ende des Dreißigjährigen Krieges gestifteten und 1646 von dem Steinmetzmeister und Bildhauer Johann Jacob Pock errichteten Steinsäule, die 1667 auf Veranlassung Kaiser Leopolds I. und des Grafen Georg Ludwig von Sinzendorf nach Wernstein am Inn transloziert wurde. Die Wiener Säule wurde 1664 bei dem kaiserlichen Stückgießer Balthasar Herold in Auftrag gegeben und am 8. Dezember 1667 Am Hof eingeweiht.

## Baugeschichte
Nahezu zwanzig Jahre hatte die von Kaiser Ferdinand III. gestiftete Mariensäule Am Hof gestanden, als sein zweitgeborener Sohn, Kaiser Leopold I., den Plan fasste, an derselben Stelle eine gleiche, jedoch aus Metall gegossene, zu errichten. Er selbst legte den ersten Stein zum Postament der neuen Säule.
Am 7. September 1664 wurde zwischen der kaiserlichen Hofkammer und dem kaiserlichen Stückgießer Balthasar Herold ein Vertrag zur Errichtung der Mariensäule geschlossen, welche aus dem „Erz von Kanonen gegossen werden, die von Feinden erbeutet worden waren“. Herold goss Säule und Figuren nach Entwürfen des Theateringenieurs Lodovico Ottavio Burnacini. 
Mit dem Sockel und den Postamenten aus Stein, auf dem die erzene Säule stehen sollte, wurde am 12. März 1666 zunächst Carlo Martino Carlone beauftragt, der jedoch ein Jahr später starb und den Unterbau unvollendet ließ. Am 14. September 1667 wurde Carlo Canevale beauftragt, den Unterbau für die Säule fertigzustellen.

## Beschreibung
Die Mariensäule Leopolds I. steht heute ziemlich genau in der Mitte des Platzes Am Hof in der Wiener Innenstadt. Auf einer Stufenanlage bestehend aus drei Stufen verläuft eine Balustrade, die schon die Vorgängersäule, die heute in Wernstein steht, umschlossen haben dürfte. Der Sockel ist dem der steinernen Säule exakt nachgebildet. Die Laternen in den fensterartigen Ausnehmungen der Eckteile waren erst durch Butzenscheiben geschützt, ehe sie vermauert wurden. Auf dem Sockel steht inmitten der vier Putten ein weiteres Postament, auf welchem die metallenen Inschriften angebracht sind, darauf steht eine Säule korinthischer Ordnung aus Erz, ganz oben befindet sich die Statue der Maria, welche noch bis ins Jahr 1730 vergoldet war. Zu Füßen der vier geharnischte Putti liegen Schlange, Drache, Basilisk und Löwe als Allegorien des Kampfes gegen Pest, Krieg, Hunger und Ketzerei. Zu Füßen der am Kapitel thronenden Maria liegt ein von einem Pfeil durchbohrter Drache. Die unbefleckt empfangene Jungfrau stellt als Bezwingerin des Satans den Sieg der Kirche über ihre Feinde dar.

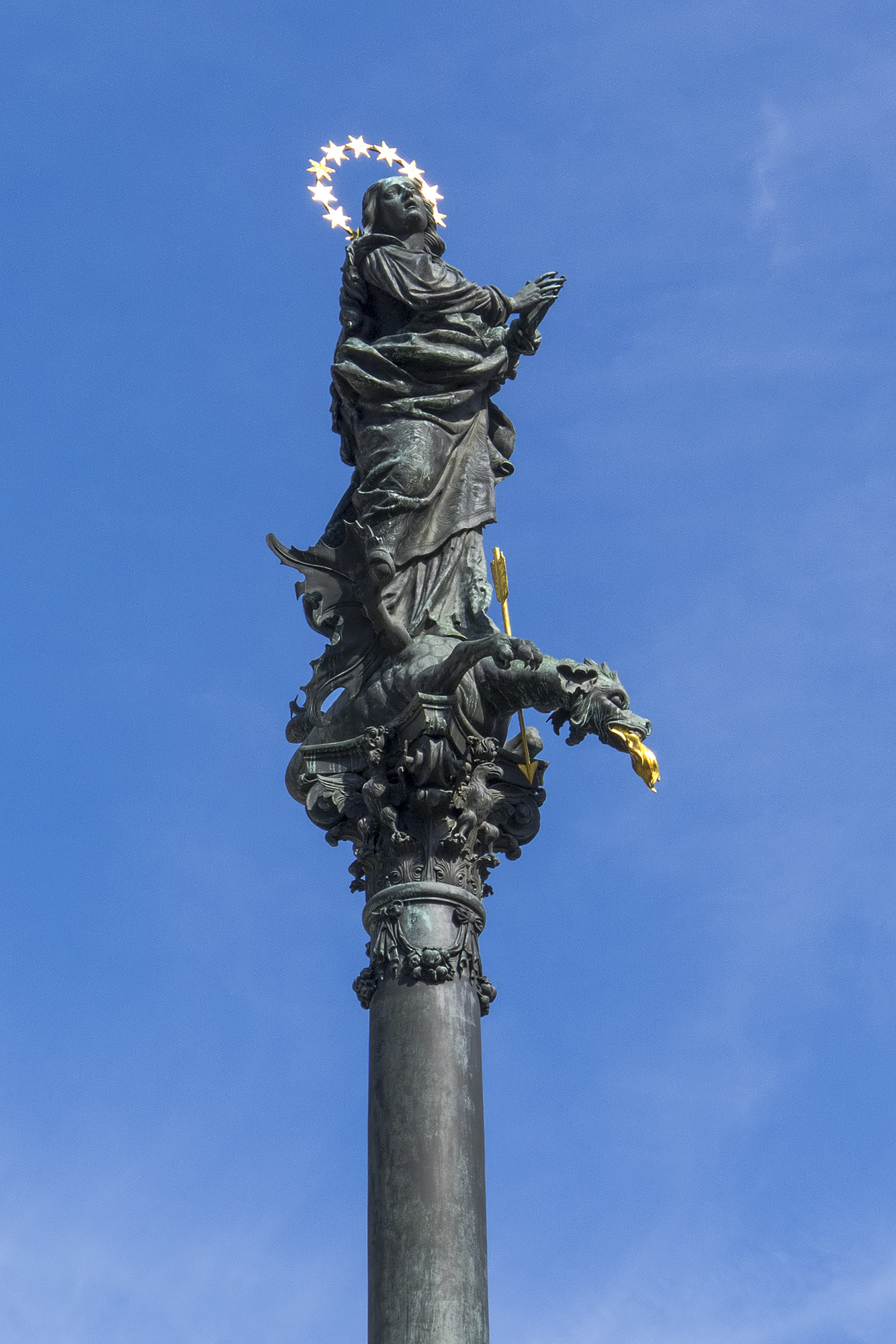
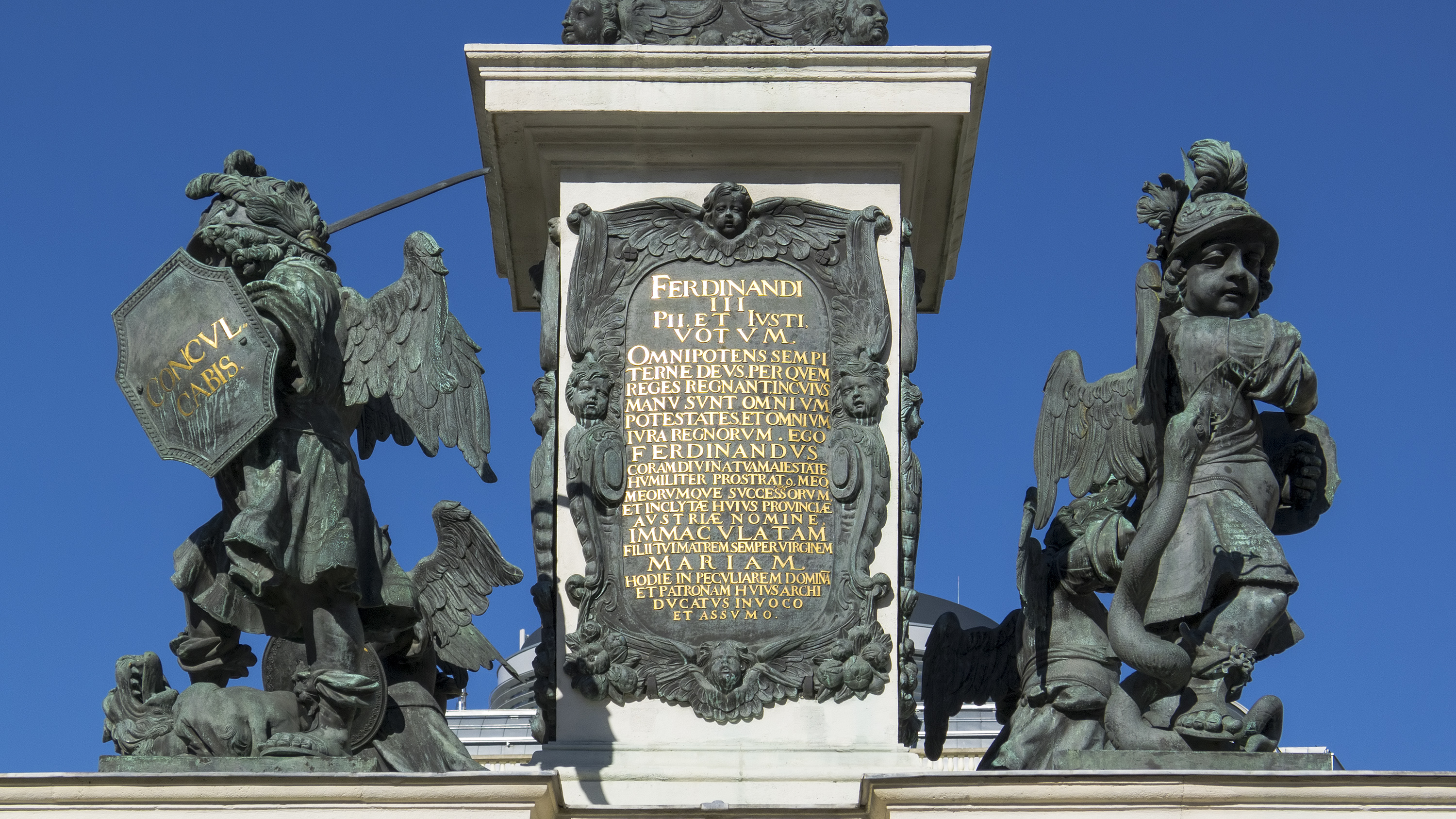
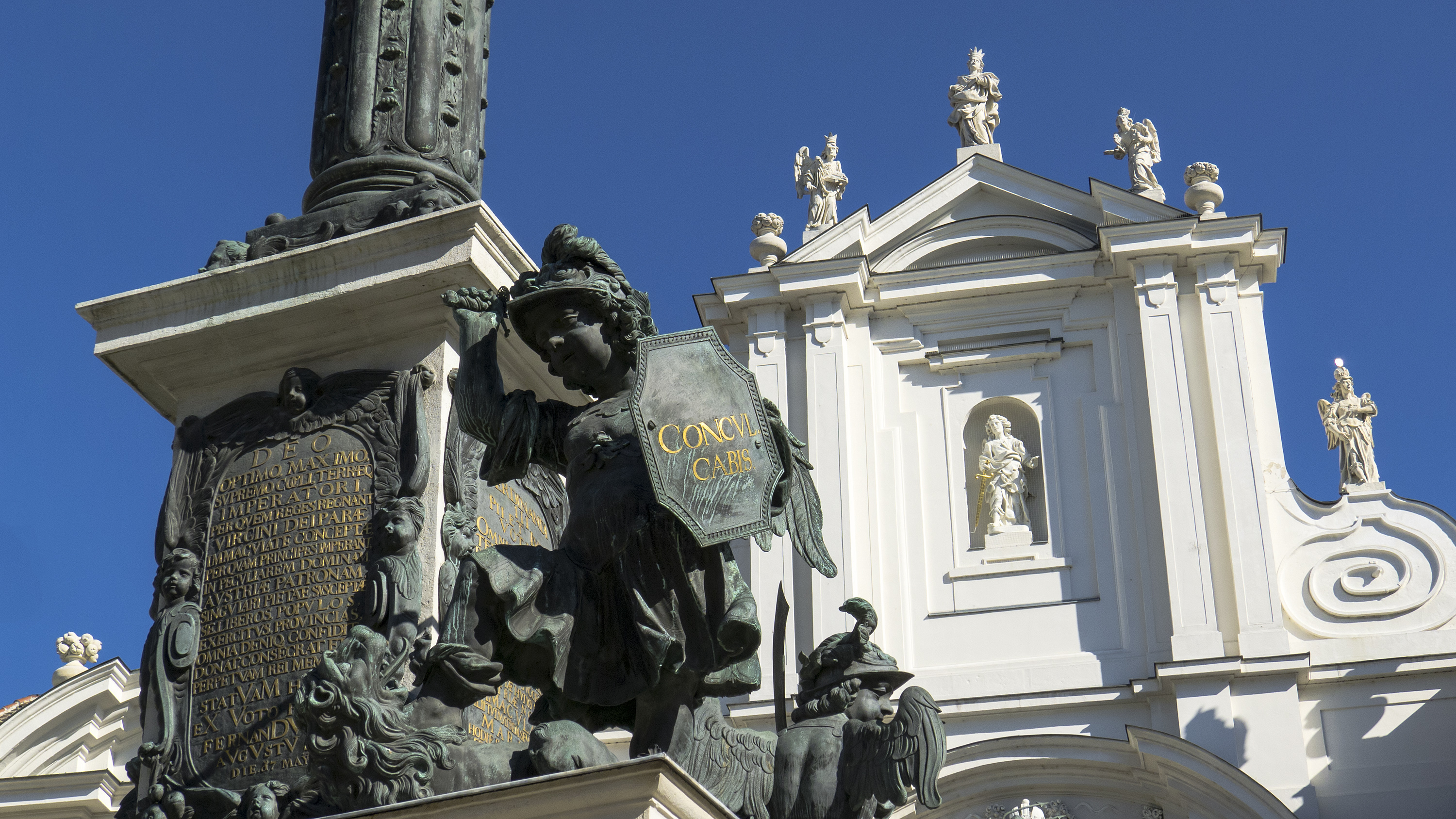
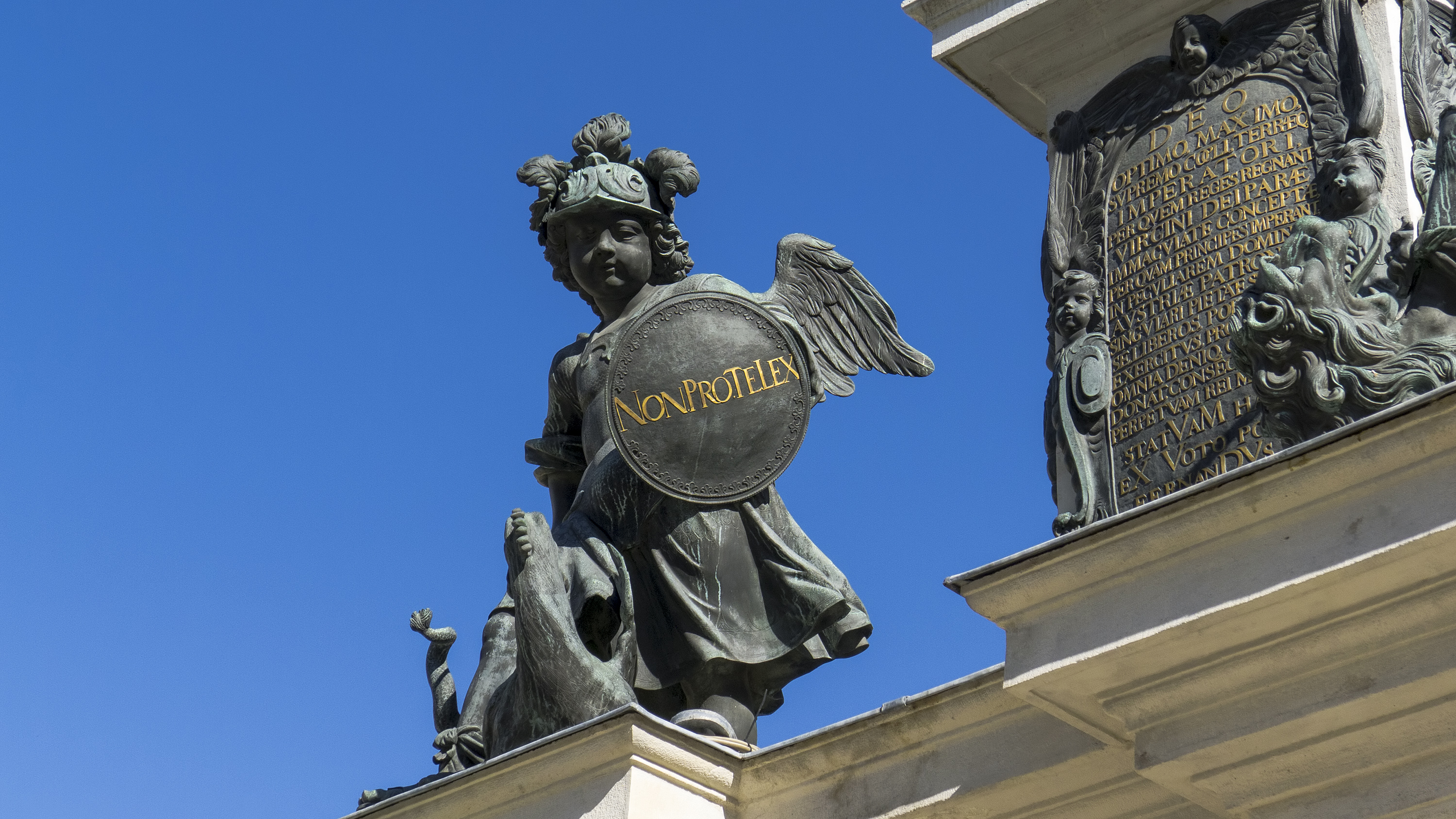

Die Inschrift ist ein Bestandteil des Votums, welches Kaiser Ferdinand der III. als Bekenntnis zur Unbefleckten Empfängnis Mariens gegenüber der Kirche abgegeben hat. Dieses Votum geht bereits auf die vorangegangene Mariensäule zurück, auf der sich der gleiche Text befindet. Die der Jesuitenkirche zugewandte Inschrift lautet:
"Ferdinandi / III / pii, et iusti, / votum / Omnipotens sempi/terne deus, per quem / reges regnant, in cuius / manu sunt omnium / Potestates, et omnium / iura Regnorum. Ego / Ferdinandus / coram divina tua Maiestate / humiliter prostrat(us), meo / meorumque Successorum, / et inclytae huius Provinciae / Austriae nomine, / immaculatam / Filii tui Matrem semper Virginem / MARIAM / hodie in peculiarem Domina(m) / et Patronam huius Archi/ducatus invoco / et assumo."
"Votum des frommen und gerechten Ferdinand III. Allmächtiger, ewiger Gott, durch den die Könige regieren, in dessen Hand alle Gewalt und die Rechte aller Reiche sind. Ich, Ferdinand, vor Deiner göttlichen Majestät in Demut hingestreckt, rufe und nehme heute in meinem Namen sowie im Namen meiner Nachfolger und im Namen dieser großen Provinz Österreich die unbefleckte Mutter Deines Sohnes und ewige Jungfrau Maria zur besonderen Gebieterin und Schutzfrau dieses Erzherzogtums an."

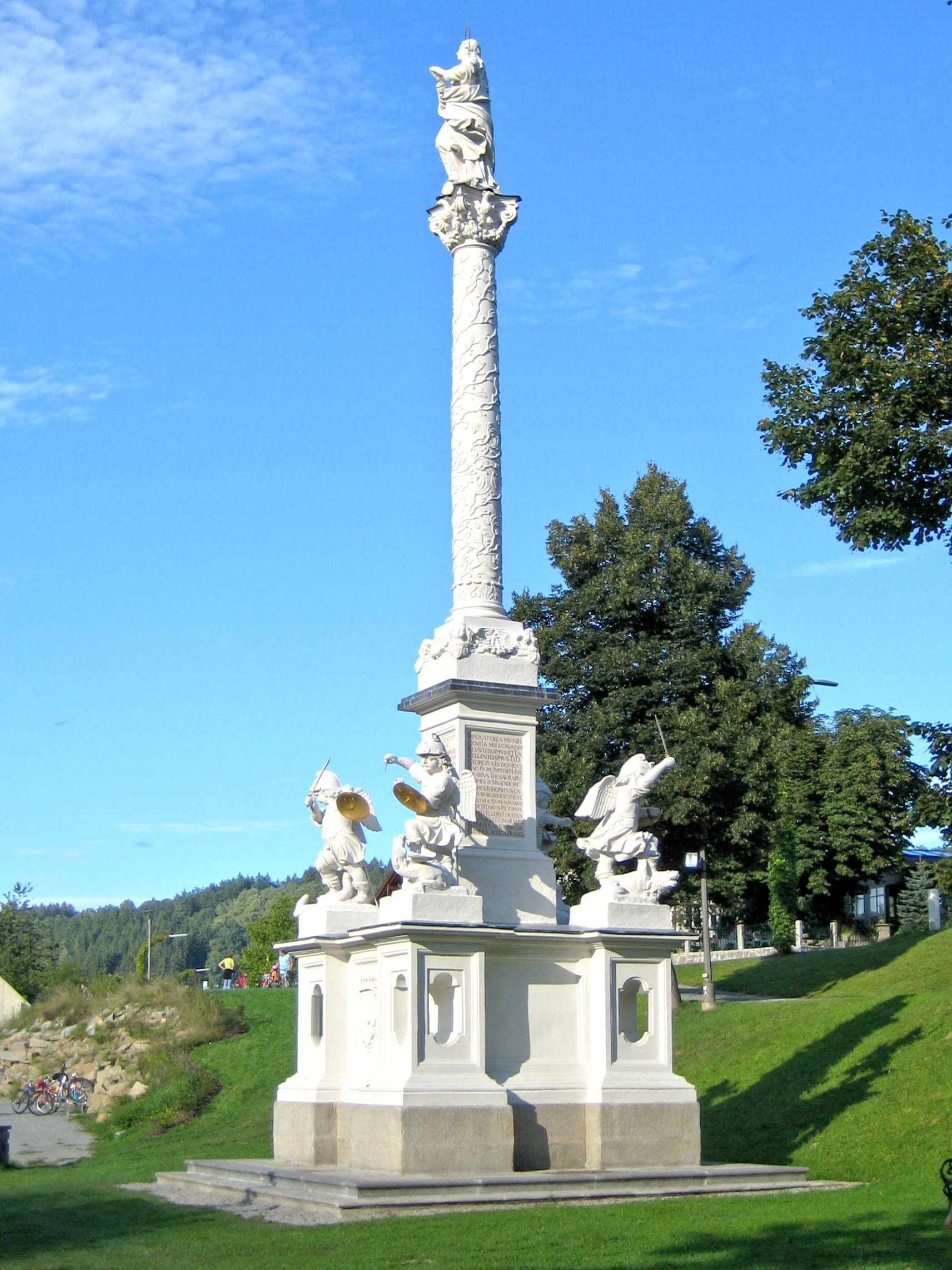
Das Original: Die Mariensäule am Innufer in Wernstein.

Obwohl es sich um eine Kopie des sandsteinernen Originals von 1645 handelt, ist ein deutlicher Stilwandel der dazwischenliegenden Jahre zu bemerken. Die neue Wiener Madonna zeigt bereits den Einfluss der mittlerweile geprägten malerischen Lösungen des Typus, deren kontrapostische Haltung sie übernimmt. Herold strebte mit seiner Plastik eine stoffliche Differenzierung an, das Gewand der Dargestellten hat eine für Bronze erstaunliche Weichheit und Stofflichkeit angenommen. Dazu trägt das auf den Mantel ziselierte Brokatmuster bei, das die Sprödigkeit des Materials stark mildert. Auch der etwas empfindsame Zug im Ausdruck mit dem leicht geöffneten Mund zeigt im Gegensatz zur hoheitsvollen Ruhe der steinernen Madonna, dass in der Zeit des Balthasar Herold andere Ausdrucksmöglichkeiten angestrebt wurden.